# Dècada del 1450 aC
Resum dels esdeveniments de la dècada del 1450 aC:

## Esdeveniments
- Atac definitiu de Micenes contra Creta. Un rei aqueu governa a Cnossos.
- Tauletes administratives trobades a Alep i Mitanni
- Explosió del volcà de Santorí
- Vers 1459 o 1457 aC Tuthmosis III d'Egipte i el rei cassita de Babilònia Karaindash, es troben al riu Eufrates que marcara la frontera entre els dos imperis.
- Vers 1454 aC a la vuitena campanya de Tuthmosis III contra Mitanni i els seus aliats del Llevant, va desembarcar a Ullaza i es va dirigir a l'Orontes pel territori de Qatna i cap al nord; el rei de Mitanni es va retirar i no va presentar batalla. Tuthmosis va passar a l'oest d'Alep on va lliurar un combat parcial i va seguir al nord i va lliurar un altre combat en territori de Karkemish a la ciutat d'Iryn (moderna Erin?) uns 20 km al nord-oest d'Alep on van derrotar les forces aliades a Mitanni i va sotmetre la regió del Baix Orontes i zona de l'Eufrates (Karkemish, Emar, Pethor, etc.). Es van preparar els vaixells per creuar l'Eufrates i entrar a Naharina o Khurri (Mitanni) no lluny de Karkemish, al sud d'aquesta ciutat i probablement no gaire al nord d'Emar (Meskene), on es va trobar l'estela erigida pel seu avi Tuthmosis I (en va erigir una altra al costat); va travessar el riu i es van dirigir al sud en territori de Mitanni; Tuthmosis va tornar a creuar l'Eufrates i va arribar a la terra de Niya, que va sotmetre, i on en una casera va matar 120 elefants; llavors va marxar al sud i es va dirigir contra Cadeix que aquesta vegada finalment va conquerir després d'un setge. Els egipcis van arribar en la seva campanya fins a Ugarit però la vall inferior de l'Orontes va romandre sota influència de Mitanni. Els reis de Babilònia, Assíria i Hattusa li van enviar regals al faraó per la victòria.[1] Tuthmosis va haver de tornar per sufocar una revolta a Nuhase o Nuhashe (Nuhashshe) i va instal·lar com a príncep a Taku. En una altra campanya es va trobar amb l'exèrcit de Mitanni a la batalla d'Apamea,[2] al nord-oest d'Alep i els va posar en fuita. En una nova campanya Tuthmosis tornava a estar en lluita contra Nuhase i després de la victòria egípcia el rei Idrimi d'Alalakh va enviar regals al faraó i el regne fou sotmès temporalment (uns dos anys); d'altres campanyes s'han perdut els registres.
- Vers 1452 aC el rei de Mitanni va passar a l'ofensiva i va recuperar les posicions perdudes fins al 1454 aC a la zona de l'Eufrates i baixa vall del riu Orontes. Cadeix i Tunip es van aliar a Mitanni; el rei Idrimi apareix altra vegada com aliat de Mitanni a Alalakh (el regne de Mushki, a la desembocadura de l'Orontes). Finalment Alep també va tornar a ser vassalla del rei hurrita. La dominació egípcia del Llevant només hauria durat un parell d'anys.
- Vers Sausatatar succeeix al su pare Parsatatar a Mitanni. Estableix la seva capital a Washshukanni.

## Personatges destacats
- Tuthmosis III d'Egipte
- Parsatatar, rei hurrita de Mitanni